# Lynchjustiz

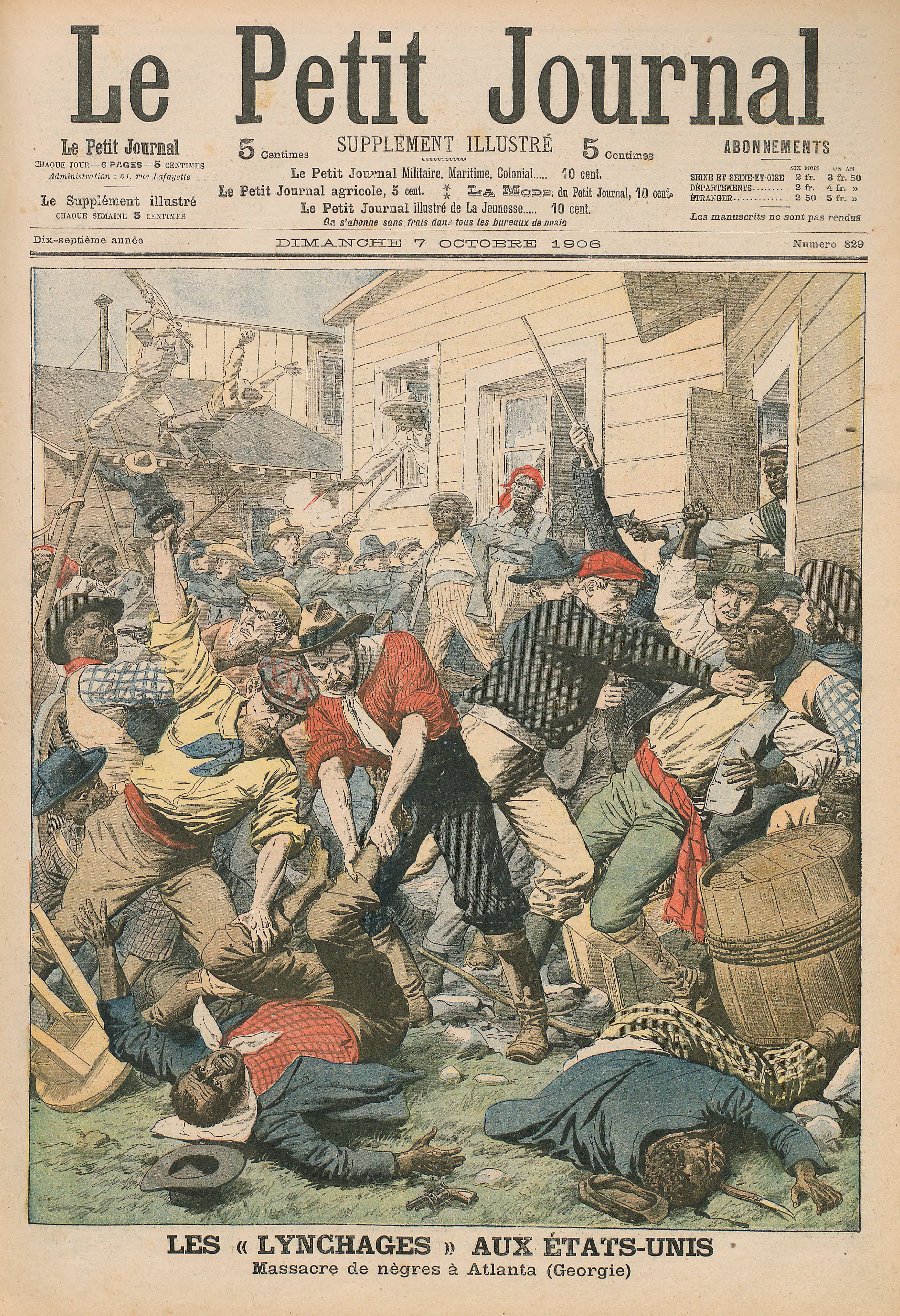
Zeitgenössische Darstellung von Lynchjustiz im Le Petit Journal (1906)

Als Lynchjustiz [ˈlʏnç-, ˈlɪnç-] wird das widerrechtliche Verurteilen und die vollendete oder versuchte außergesetzliche Tötung von tatsächlichen oder vermeintlichen Straftätern, Beschuldigten oder Verdächtigen ohne richterliches Urteil bezeichnet. Täter sind einerseits ein wilder Mob, andererseits aber initial auch eine besonders zu diesem Zweck formierte Gruppe von Personen, die der Auffassung sind, die tatsächlichen Richter und Polizisten seien untauglich, unfähig oder bestechlich und würden nichts gegen die grassierende Gewalt unternehmen. Später wurden darunter rassistisch motivierte Morde an Schwarzen verstanden.
Der Begriff Lynchen wird insbesondere dann verwendet, wenn die Opfer dieser Selbstjustiz (in den USA auch popular justice „Volksjustiz“) gehängt werden. Man spricht dann auch von Lynchmorden. Von Gruppen organisierte Lynchjustiz ist in den USA auch unter dem Namen Vigilantismus bekannt.
Der Begriff wird somit generell für jede Art von Hinrichtungen ohne korrektes richterliches Urteil verwendet, lediglich in den USA wurde ab dem späten 19. Jahrhundert damit vor allem rassistisch motivierte Morde durch einen Mob oder durch kleine Gruppen gemeint.

## Begriffsherkunft
Der Begriff Lynchen ist als Deonym von einer Person namens Lynch abgeleitet. Je nach Quelle werden unterschiedliche Personen als Namensgeber genannt. Darunter:
- James Lynch, Bürgermeister der irischen Stadt Galway, der 1493 in einem Mordprozess gegen seinen Sohn als Ankläger und Richter und nach dessen Verurteilung auch als Henker auftrat.[2]
- John Lynch, der Ende des 17. Jahrhunderts von den Bewohnern North Carolinas mit unumschränkter richterlicher und exekutiver Gewalt ausgestattet wurde.
- Charles Lynch (1736–1796), bekannt als ein willkürlich rechtsprechender Oberst und Richter, der im Amerikanischen Unabhängigkeitskrieg sowohl mit englandtreuen Loyalisten als auch mit vermeintlich Kriminellen ohne ordentliches Gerichtsverfahren kurzen Prozess machte und sie bestrafen ließ (meist durch Auspeitschen).
- William Lynch (1742–1820) aus Virginia. Er organisierte eine Bürgerwehr in Pittsylvania County, um eine berüchtigte Räuberbande zu fangen und zu bestrafen.

## Vereinigte Staaten
Die ersten Vereinigungen zum Zwecke der Selbstjustiz – Selbstbezeichnung Vigilante Committees (deutsch oft als „Bürgerwehr“ oder „Wachsamkeitsvereinigung“ übersetzt) – formierten sich in der Mitte des 18. Jahrhunderts. Bürgerwehren wurden allenthalben gegründet, um der wachsenden Kriminalität während der Westausdehnung Amerikas Einhalt zu gebieten. Große Unterstützung erhielt die Idee der von den Bürgern selbst ausgeübten Rechtspflege während der Goldsuche und später im Amerikanischen Bürgerkrieg, weil das Rechtssystem – nach Auffassung der Bürger – nicht richtig funktionierte oder korrupt war. Am 13. Juni 1851 war etwa im Daily Alta California zu lesen:

“WHEREAS it has become apparent to the citizens of San Francisco, that there is no security for life and property, either under the regulations of society as it at present exists, or under the law as now administered; Therefore the citizens, whose names are hereunto attached, do unit themselves into an association for the maintenance of the peace and good order of society, […] but we are determined that no thief, burglar, incendiary or assassin, shall escape punishment, either by the quibbles of the law, the insecurity of prisons, the carelessness or corruption of the police, or a laxity of those who pretend to administer justice.”

„Den Bürgern von San Francisco ist offensichtlich geworden, dass es keine Sicherheit für Leben und Eigentum gibt, weder unter den Regeln der Gemeinschaft, wie sie derzeit existiert, noch unter dem Gesetz, wie es jetzt ausgeübt wird. Deshalb haben die Bürger, deren Namen nachfolgend abgedruckt sind, sich vereinigt in einer Gesellschaft für die Aufrechterhaltung des Friedens und der guten Ordnung der Gesellschaft […] wir sind entschlossen, dass kein Dieb, Räuber, Brandstifter oder Mörder einer Strafe entgehen soll, weder durch die Spitzfindigkeiten des Gesetzes, die Unsicherheit von Gefängnissen, die Gleichgültigkeit oder Korruption der Polizei, oder der Laschheit derer, die vorgeben, das Recht zu verwalten.“

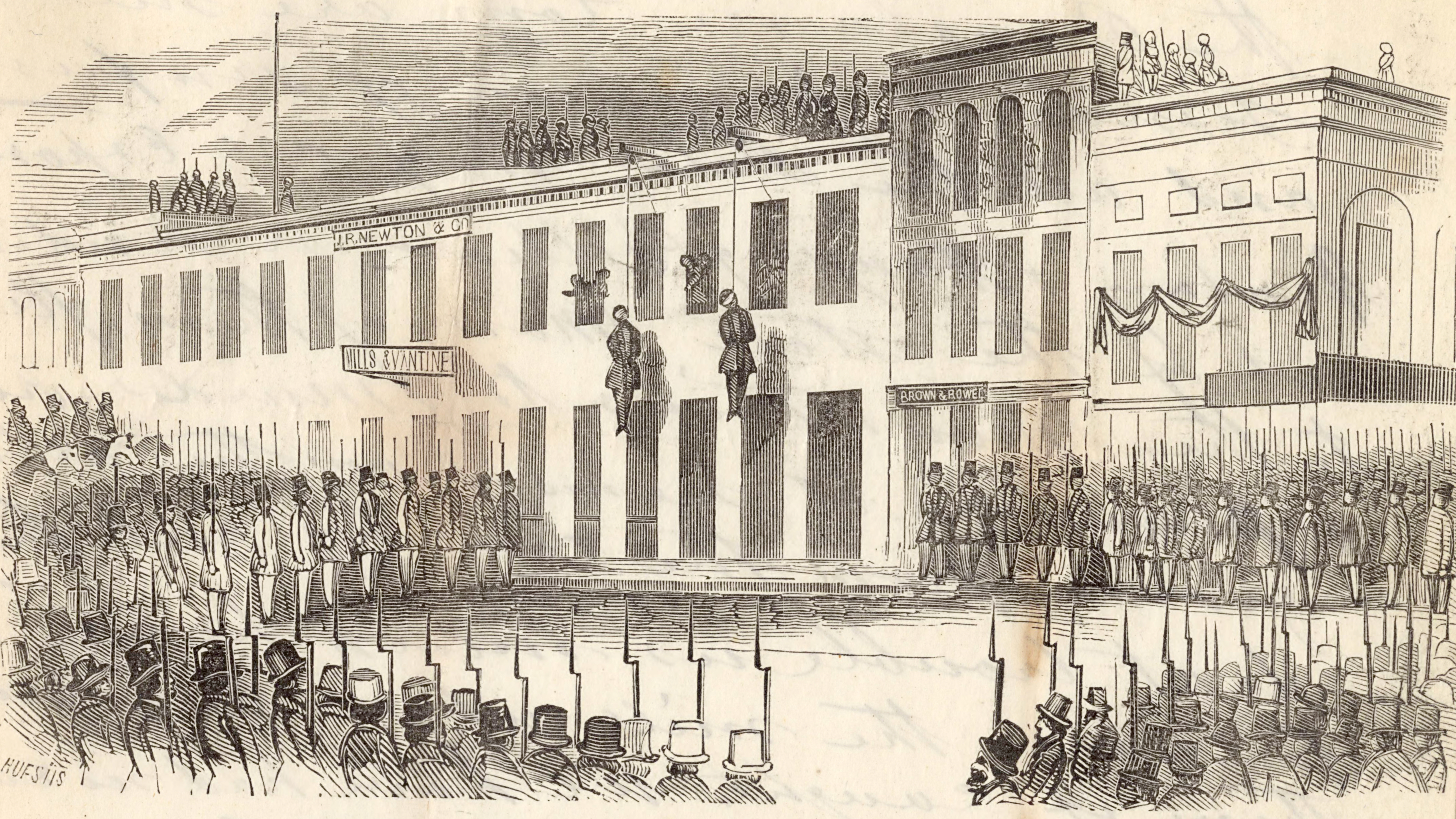
Zwei frisch ertappte Übeltäter werden gehängt, San Francisco 1856

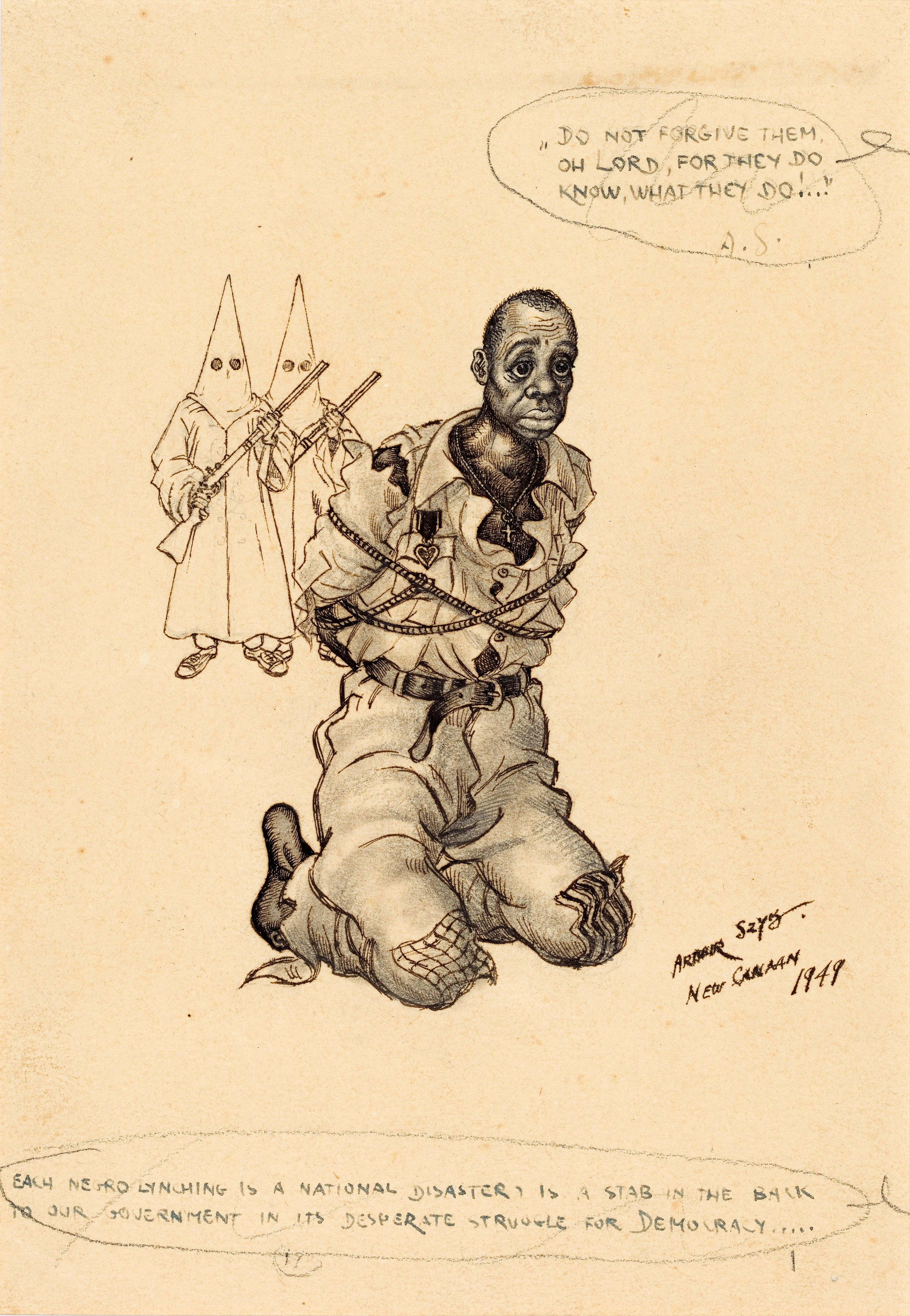
„Vergib ihnen nicht, o Herr, denn sie wissen genau, was sie tun!“ Zeichnung des polnisch-amerikanischen Künstlers Arthur Szyk aus dem Jahr 1949

Damit wähnten sich diese Bürger im Recht und sie hatten während langer Zeit auch nicht mit Konsequenzen für die illegalen Aktivitäten zu rechnen, die oft in öffentlichen Hinrichtungen endeten. Im Gebiet der sich ausdehnenden Westgrenze (im Deutschen als Wilder Westen bekannt) haben diese Aktivitäten auch teilweise tatsächlich als Wegbereitung für korrekte Umsetzung der Gesetze gedient. Eines der bekanntesten Beispiele dafür waren die während des Goldrausches aufgestellten Wachsamkeitsvereinigungen in San Francisco, die mehrere Männer, die auf frischer Tat ertappt worden waren, öffentlich hängten und sich danach aber wieder auflösten, als durch Neuwahlen die Ordnung wieder hergestellt war. Der Begriff „Lynchen“ steht hier im engeren Sinn nicht für die außergerichtliche Bestrafung an sich, sondern für das öffentliche Hängen der Verdächtigen. Zur Abschreckung wurden die Leichen oft sehr hoch aufgehängt und präsentiert.
Ein weiteres Auftreten von vigilance committees gab es in Bannack und Virginia City, in Montana zwischen 1863 und 1865. Eine Gangsterbande, bekannt als „road agents“, wurde für mehr als 100 Morde und Raubüberfälle verantwortlich gemacht. 22 Männer wurden von den Bürgerwehr-Aktivisten gehängt, inklusive des Sheriffs von Bannack, den man als angeblichen Kopf der Verbrecherbande identifizierte. Beweise für die Schuld der Gehängten gab es nie.

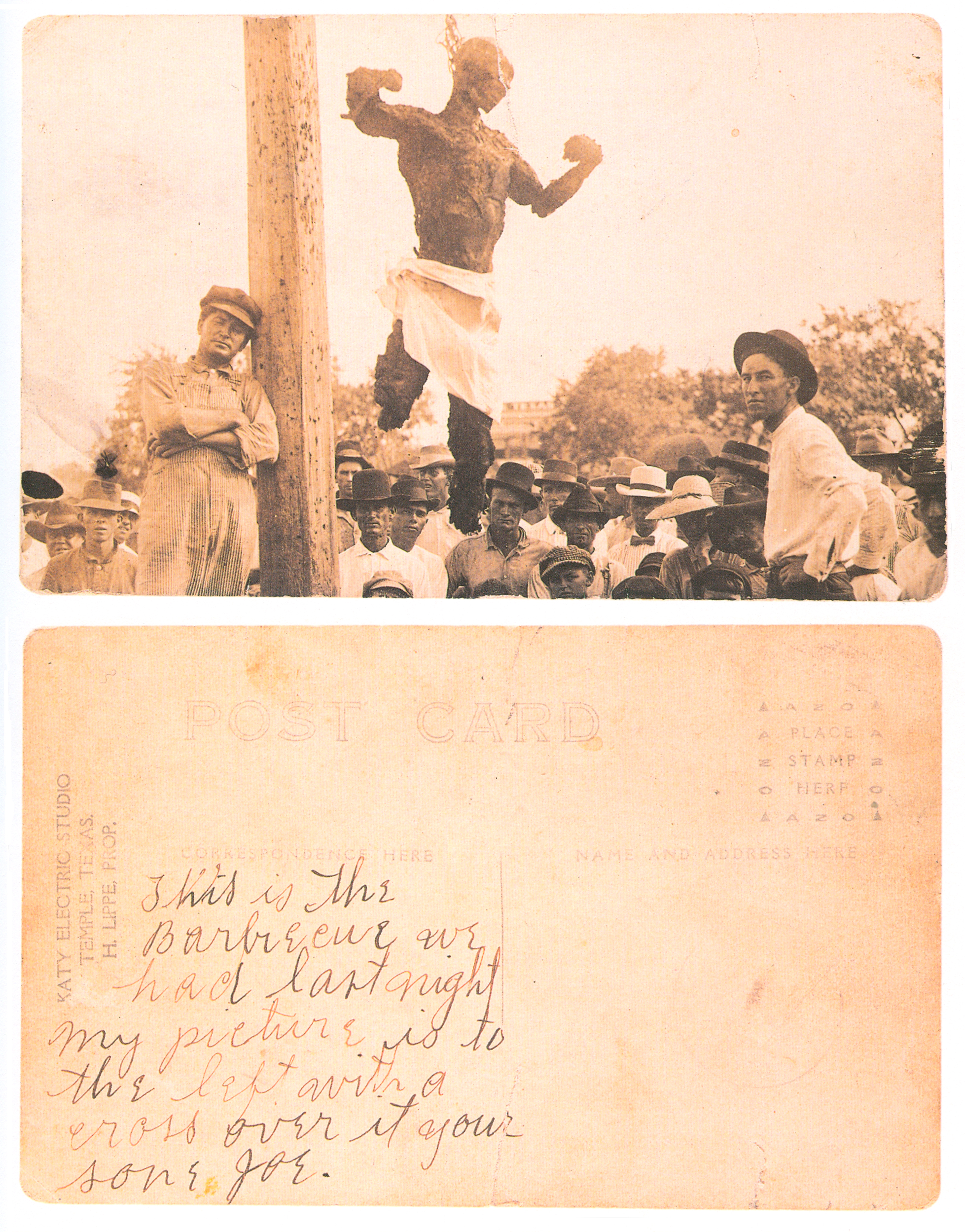
Postkarte mit Foto des verkohlten Leichnams von Will Stanley (1915). Text: This is the barbecue we had last night. […] Your son, Joe. („Das war gestern Abend unser Barbecue. […] Dein Sohn Joe.“)

Mit dem Amerikanischen Bürgerkrieg wurde „Lynching“ zu einem Instrument der Einschüchterung gegen Afroamerikaner oder andere Minderheiten, oft praktiziert von Mitgliedern des Ku-Klux-Klans, aber auch von anderen zumeist weißen Teilen der Bevölkerung der Südstaaten. Nach älteren Schätzungen, die auf Listen des Tuskegee Institute aus den Jahren 1912 und 1919 beruhen und 1995 überprüft und überarbeitet wurden, wurden in den Jahren von 1889 bis 1940 insgesamt 3833 Menschen gelyncht; 90 Prozent dieser Morde fanden in den Südstaaten statt, vier Fünftel der Opfer waren Afroamerikaner. Nach 2015 vorgelegten Zählungen der Equal Justice Initiative (EJI), die das Mahnmal The National Memorial for Peace and Justice in Alabama errichtet hat, starben in der Zeit zwischen 1877 und 1950 allein in zwölf Südstaaten mehr als 4400 Menschen bei rassistisch motivierten Lynchaktionen. Laut EJI-Dokumentation Lynching in America hatte sich entgegen dem im Dezember 1865 verabschiedeten 13. Verfassungszusatz, der die Sklaverei verbot, eine „zweite Sklaverei“ etabliert, die Schwarze faktisch rechtlos einer Form öffentlicher Folter aussetzte, die von den Behörden der Staaten und des Bundes weitgehend toleriert wurde. Der Report schließt mit dem Fazit, dass dieses Lynchen Terrorismus war.
Manchmal wurden von Fotos der Lynchopfer Postkarten angefertigt. Diese dienten sowohl der Belustigung der Täter und ihrer Sympathisanten als auch zur Abschreckung und Einschüchterung der afroamerikanischen Bevölkerung. Besonderes Aufsehen erregte der Fall des bei seiner Ermordung 14-jährigen Emmett Till.
Der Song Strange Fruit thematisiert die Lynchmorde und wurde durch die Interpretation Billie Holidays weltbekannt und zu einem Ausdruck der Bürgerrechtsbewegung. In Montgomery (Alabama) wurde im Juli 2018 auf Initiative der Bürgerrechtsgruppe EJI in Kooperation mit dem Architekten Michael Murphy ein Mahnmal für die Opfer der Lynchjustiz eröffnet. Es trägt die Bezeichnung The National Memorial for Peace and Justice und soll eine Aussöhnung des Landes mit seiner Geschichte erreichen.
Im März 2022 haben die beiden Kammern des US-Kongresses die Lynchjustiz zum Hassverbrechen erklärt und damit höhere Strafen ermöglicht. Die ersten Gesetzesvorschläge in diese Richtung waren schon hundert Jahre zuvor eingebracht worden, ohne jedoch die nötigen Mehrheiten zu erreichen.
In den letzten 100 Jahren wurden etwa 200 Gesetzesentwürfe eingebracht; alle scheiterten.